# Hydrochus simplex
Hydrochus simplex är en skalbaggsart som beskrevs av Leconte 1851. Hydrochus simplex ingår i släktet Hydrochus och familjen gyttjebaggar. Inga underarter finns listade i Catalogue of Life.